# Ventil (TV-program)
Ventil var ett TV-program som visades i ZTV som bland annat bestod av paneldiskussioner. Programmet var direktsänt och sändes på fredagar mellan 19.00 och 20.00. Det första programmet visades den 13 oktober 2000. David Hellenius var programledare. Orvar Säfström medverkade som filmrecensent.